# Faron Young (canción)
«Faron Young» es una canción de la banda británica de pop Prefab Sprout, publicada en 1985 como el segundo sencillo de su álbum Steve McQueen. Compuesta por el músico e integrante Paddy McAloon, fue una de las canciones más populares del disco, a pesar de haber logrado la 74.ª posición en la UK Singles Chart durante cinco semanas.

## Lista de canciones
Sencillo de siete pulgadas (7")
1. «Faron Young (Edit)» (3:24)
2. «Silhouettes (Edit)» (3:33)

Sencillo de doce pulgadas (12")
1. «Faron Young (Truckin' Mix)» (4:45)
2. «Silhouettes (Full Version)» (3:49)